# 光滑卡綿蚜
光滑卡綿蚜（学名：Kaltenbachiella glabra）为綿癭蚜科卡綿蚜屬下的一个种。